# ایبرتا، نیو ساوت ولز
ایبرتا (به انگلیسی: Euberta) یک شهرک در استرالیا است که در نیو ساوت ولز واقع شده‌است.